# Verein für Geschichte und Altertumskunde Westfalens
Verein für Geschichte und Altertumskunde Westfalens är ett historiesällskap i Westfalen.
Sällskapet  grundades 1824 i Paderborn, 1825 även i Münster. Sällskapet består av de båda självständiga men samarbetande avdelningarna:
- Verein für Geschichte und Altertumskunde Westfalens, Abteilung Paderborn
- Verein für Geschichte und Altertumskunde Westfalens, Abteilung Münster

Av utomstående betraktas de båda ofta som en enda förening. Avdelningarna låg 1896 bakom grundandet av Historische Kommission für Westfalen.